# Панамериканизм

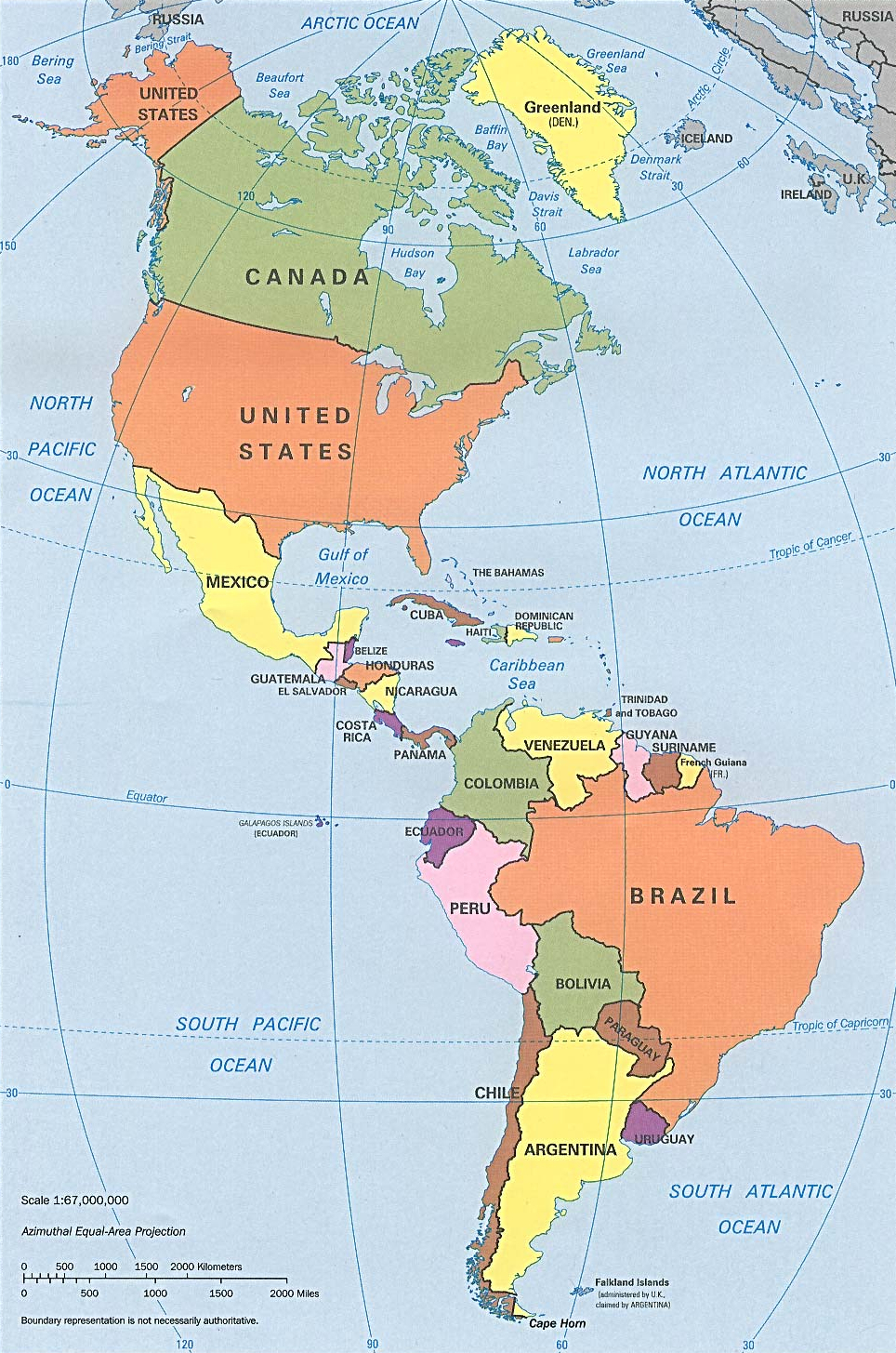
Политическая карта Америки

Панамерикани́зм — политическое интеграционное движение, декларирующее идею общности исторической судьбы, экономики и культуры стран Нового Света, имеющее своей целью мирное развитие, партнёрство и сотрудничество между всеми американскими государствами в различных областях, представляющих интерес.

## Становление панамериканизма
Первые документально оформленные шаги становления панамериканизма были осуществлены в 20-х годах XIX века. В ежегодном послании президента США Джеймса Монро к Конгрессу, 2 декабря 1823 г. была провозглашена, так называемая, Доктрина Монро (англ. Monroe Doctrine) — декларация принципов внешней политики, сводившаяся к лозунгу «Америка для американцев» (англ. America for Americans). Однако по мнению Хосе Марти, на деле подразумевалась «Америка для североамериканцев». Тем более, что в президентском послании Монро европейские метрополии предупреждались, что любая попытка их вмешательства в дела своих бывших американских колоний будет расцениваться как нарушение жизненных интересов США. То есть декларировался принцип разделения мира на европейскую систему государственного устройства и систему Соединённых Штатов. Своеобразным ответом стало проведение в 1826 г. с 22 июня по 15 июля, по предложению С. Боливара, Панамского конгресса новых государств Латинской Америки. Его целью была попытка создать лигу американских республик, разработать единую политику по отношению к бывшей метрополии — Испании, разработать соглашение о взаимной обороне и наднациональной парламентской ассамблеи. С тех пор эти две тенденции с переменным успехом развивались параллельно. При этом США активно спекулировали риторикой панамериканизма в собственных интересах. Так, в 1840-е годы Доктрина Монро и призывы к континентальной солидарности послужили прикрытием для присоединения к США, в результате войны 1846—48 г.г., более половины тогдашней территории Мексики (нынешние штаты Техас, Калифорния, Аризона, Невада, Юта, Нью-Мексико, Колорадо, часть Вайоминга).
Последующие годы были отмечены чередой межамериканских военных конфликтов, но идея панамериканизма продолжала своё развитие в серии межамериканских конференций, например: Лима (1847), Сантьяго (1856), Лима (1864). Основным вопросом этих встреч неизменно оставалась общая безопасность существования.

## Современный этап
Со 2 октября 1889 года по 19 апреля 1890 года в Вашингтоне прошла Панамериканская конференция ставшая первой, в смысле реального охвата практически всех американских государств. Исключение составили лишь Парагвай и Гаити. Рассматривались вопросы политики добрососедства, учреждение постоянного третейского суда, создание таможенного союза, введение общей системы мер, весов и монетной единицы и т. д. Однако единственным практическим результатом стала лишь договорённость устанавливающая таможенные уступки со стороны США по отношению к другим американским государствам в случае их ответных шагов. Тем не менее, считается, что именно на этой конференции произошёл кардинальный сдвиг в идее панамериканизма. В частности он выразился в создании 14 апреля 1890 года на постоянной основе объединения американских государств под названием Международный союз американских республик (англ. International Union of American Republics). Официальной целью организации был обмен экономической информацией. При нём учреждалось постоянное Коммерческое бюро американских республик (англ. Commercial Bureau of the American Republics), фактически, правда, подчинённое государственному секретарю США. В 1910 году этот орган получил название Панамериканский союз.
В настоящее время практику панамериканизма осуществляет Организация американских государств (ОАГ), созданная 30 апреля 1948 году. Панамериканский союз стал её постоянно действующим центральным органом, переименованным в феврале 1970 года в Генеральный секретариат.
Несмотря на иногда возникающую конфронтацию некоторых государств, для примера можно вспомнить вторжение Колумбии на территорию Эквадора 1 марта 2008 года, идея панамериканизма продолжает развитие. В его рамках, как и прежде, сохраняется, но в значительно более мягком виде, противостояние между желанием латиноамериканских стран развивать взаимовыгодное сотрудничество двух американских континентов, с одной стороны, и стремлением Соединенных Штатов к абсолютному политическому и экономическому господству, с другой. Однако противоречия всё больше нивелируются из-за появления таких участников, как современная Куба и Венесуэла, роста экономики Бразилии, Аргентины, Чили, а также хода истории, в которой панамериканизм по сути становится частью общих процессов глобализации с соответствующим изменением правил игры. Сейчас концепция континентальной интеграции всё чаще воспринимается сквозь призму идей единства латиноамериканских стран и народов, исключая США и Канаду (на этом принципе, в частности, основано Сообщество стран Латинской Америки и Карибского бассейна).

## Критика панамериканизма
- В ноябре 2008 года Уго Чавес, характеризуя политику США, выразился следующим образом: «Доктрина Монро должна быть сломана. Мы застряли с ней почти на 200 лет»[7].
- В СССР идея панамериканизма рассматривалась как «реакционная политическая доктрина, используемая империалистами США для закабаления стран Латинской Америки»[8]. Предполагалось, что в её основе лежит ложное утверждение исторической, географической, духовной и культурной «общности» стран американского континента, единственной реальной целью которого является желание империалистов США замаскировать свою экспансионистскую политику в отношении этих государств[9]:

Перечень военного вмешательства США в странах Карибского бассейна и Центральной Америки:
Никарагуа: 1833, 1855—1857, 1867, 1894, 1896, 1909—1925, 1926—1933, 1981—1990
Мексика: 1845—1848, 1914, 1916—1917
Гондурас: 1863, 1896, 1903, 1905, 1907, 1911—1913, 1917, 1919, 1924—1929
Куба: 1898, 1901—1903, 1906—1909, 1912, 1917—1919, 1921—1923, 1933, 1961, 1962
Панама: 1901, 1902, 1903, 1908, 1912—1914, 1917-18, 1921, 1964, 1989—1990
Доминиканская Республика: 1869—1870, 1903—1905, 1907, 1914, 1916—1924, 1965—1966
Республика Гаити: 1914, 1915—1935, 1944, 1994—1995, 2004, 2010
Коста-Рика: 1919
Гватемала: 1920, 1954
Гренада: 1983
Пуэрто-Рико: 1898